# Ґумово (Плонський повіт)
Ґумово (пол. Gumowo) — село в Польщі, у гміні Дзежонжня Плонського повіту Мазовецького воєводства.
Населення — 233 особи (2011).
У 1975-1998 роках село належало до Цехановського воєводства.

## Демографія
Демографічна структура станом на 31 березня 2011 року:
|          | Загалом | Допрацездатний вік | Працездатний вік | Постпрацездатний вік |
| -------- | ------- | ------------------ | ---------------- | -------------------- |
| Чоловіки | 118     | 20                 | 87               | 11                   |
| Жінки    | 115     | 27                 | 56               | 32                   |
| Разом    | 233     | 47                 | 143              | 43                   |